# Anaxibia nigricauda
Anaxibia nigricauda is een spinnensoort in de taxonomische indeling van de kaardertjes (Dictynidae).
Het dier behoort tot het geslacht Anaxibia. De wetenschappelijke naam van de soort werd voor het eerst geldig gepubliceerd in 1905 door Eugène Simon.